# Manala
Manala ("Inframundo" en finés) es el octavo álbum de estudio de la banda finesa de folk metal Korpiklaani. Fue lanzado el 3 de agosto de 2012 por Nuclear Blast.

## Lista de canciones

### Versión en finés
| N.º | Título                  | Duración |  |
| 1.  | «Kunnia»                | 3:25     |  |
| 2.  | «Tuvilla tuonelan»      | 3:10     |  |
| 3.  | «Rauta»                 | 3:06     |  |
| 4.  | «Ruumiinmultaa»         | 3:37     |  |
| 5.  | «Petoeläimen kuola»     | 3:15     |  |
| 6.  | «Synkkä»                | 5:25     |  |
| 7.  | «Ievan Polkka»          | 3:08     |  |
| 8.  | «Husky Sledge»          | 1:48     |  |
| 9.  | «Dolorous»              | 3:05     |  |
| 10. | «Uni»                   | 3:49     |  |
| 12. | «Sumussa hämärän aamun» |          |  |

### Versión en inglés (CD extra digipack)
| N.º | Título                          | Duración |  |
| 1.  | «Honor»                         | 3:25     |  |
| 2.  | «At the Huts of the Underworld» | 3:10     |  |
| 3.  | «The Steel»                     | 3:06     |  |
| 4.  | «Soil of the Corpse»            | 3:37     |  |
| 5.  | «The Predator's Saliva»         | 3:15     |  |
| 6.  | «Dismal»                        | 5:25     |  |
| 7.  | «Ieva's Polka»                  | 3:08     |  |
| 8.  | «Husky Sledge»                  | 1:48     |  |
| 9.  | «Dolorous»                      | 3:05     |  |
| 10. | «Dream»                         | 3:49     |  |

## Formación
- Jonne Järvelä - voz, guitarra
- Jarkko Aaltonen - bajo
- Matti "Matson" Johansson - batería
- Juho Kauppinen - acordeón
- Tuomas Rounakari - violín
- Kalle "Cane" Savijärvi - guitarra